# Kevin S. Bright
Kevin S. Bright (Nueva York, 15 de noviembre de 1954) es un productor ejecutivo y director estadounidense. Sus créditos incluyen Friends, comedia de situación y Joey, el spin-off de la anterior. 
Se graduó de la universidad de Emerson College y se mudó a Los Ángeles en 1982. En 1993, Bright firmó contrato con Marta Kauffman y David Crane, los que crearon Friends, y fue el productor ejecutivo. También dirigió 42 de los episodios de la serie. Cuando terminó Friends el 6 de mayo de 2004, Bright produjo Joey, la cual finalizó en 2006.
En 2006, Bright volvió a Boston para enseñar en el Colegio Emerson. Durante su estancia allí, produjo un episodio piloto para un programa de internet titulado Browne at Midnite.
- Datos: Q30893